# Jiří Štancl (advokát)
Jiří Štancl (* 23. dubna 1952) je český právník, advokát, komunální politik v Klatovech, bývalý československý politik a poslanec Sněmovny lidu za Občanské fórum, respektive za Křesťanskodemokratickou stranu po sametové revoluci.

## Biografie
V roce 1976 dokončil studium na Právnické fakultě Univerzity Karlovy v Praze. V roce 1980 získal tamtéž titul JUDr. Působil pak jako advokát. K roku 1990 je uváděn jako advokát, bytem Klatovy.
V lednu 1990 zasedl v rámci procesu kooptací do Federálního shromáždění po sametové revoluci do Sněmovny lidu (volební obvod č. 47 – Klatovy, Západočeský kraj) jako poslanec za Křesťanskodemokratickou stranu, která tehdy vystupovala jako volná součást Občanského fóra. Ve Federálním shromáždění setrval do svobodných voleb roku 1990.
Od roku 1990 působí jako samostatně podnikající advokát. Na konci 90. let byl společníkem advokátní kanceláře Bakeš & partneři v Praze. Je členem kárné komise České advokátní komory.
V letech 1990–2002 a opět od roku 2006 je členem zastupitelstva města Klatovy, přičemž v období 1990–1994 a 1998–2002 byl i členem městské rady. V komunálních volbách roku 1994 kandidoval za KDS. Do následných voleb (volby roku 1998, volby roku 2002, volby roku 2006 a volby roku 2010) již nastupoval jako kandidát bez stranické příslušnosti. Ve volbách roku 2002 nebyl zvolen.

## Dílo
- 1994 - Erwerb von Liegenschaften in Tschechische Republik (vlastním nákladem)
- 1998 - Právní normy pro podnikatele v zemědělství, MZE ČR Praha - (vedoucí autorského kolektivu)
- 2004 - Příručka pro starosty venkovských obcí, MMR ČR Praha - (člen autorského kolektivu, právní část)
- 2004-2006 - internetová databáze Rozhodovací situace v oblasti samosprávy, MMR ČR Praha - jeden z pěti řešitelů projektu[2]